# Aeroportul Internațional Laoag
Aeroportul Internațional Laoag (IATA: LAO, ICAO: RPLI) este un aeroport din Laoag⁠(d), Ilocos Norte, Ilocos Region⁠(d), Filipine ce deservește zona Laoag⁠(d). Aeroportul a fost tranzitat în 2022 de 78.229 de pasageri. A fost numit după zona deservită.
Situat la o altitudine de 8 m, aeroportul dispune de 1 pistă. Este operat de Civil Aviation Authority of the Philippines⁠(d).

## Infrastructură

### Piste
Aeroportul dispune de o singură pistă. Pista 01/19 are suprafața de beton și dimensiunile 2.784 m × 45 m. 